# Хюрика
Хюрика, Харика, Хурикой (чечен. Хуьрика) — бывшее село в Итум-Калинском районе Чеченской Республики на территории Тазбичинского сельского поселения
.

## География
Расположено на берегу реки Хелдахойэхк, на юго-востоке от районного центра Итум-Кали.
Ближайшие населённые пункты: на западе — Тазбичи, на востоке — Бобашгут, на севере — Тасгут.

## История
В 1944 году коренное население ЧИ АССР было выселено. После восстановления ЧИ АССР чеченцам было запрещено возвращаться в свои исконные районы: Галанчожский, Шатойский и Итум-Калинский.